# سریوژا مکرتومیان
سریوژا ایوانی مکرتومیان (ارمنی: Սերյոժա Իվանի Մկրտումյան؛ زادهٔ ۱ ژانویهٔ ۱۹۴۸) یک  سیاستمدار اهل ارمنستان است که از تاریخ ۱۹۹۰ تا تاریخ ۱۹۹۵ سمت نمایندگی دوره اول شورای عالی جمهوری ارمنستان را برعهده داشت.

## زندگی‌نامه
در 	۱ ژانویهٔ ۱۹۴۸ در ارمنستان به دنیا آمد . 